# Jacques Legrand (filatelista)
Jacques Amable Legrand (más változatban LeGrand, álnevén Dr. Magnus) (1820. augusztus 29. – 1912. június 6.) francia filatelista, szakíró; az első francia bélyeggyűjtők egyike, illetve a filatélia mint tudományág egyik első szervezője Franciaországban. Sokan a francia filatélia atyjának tartják.

## Élete és munkássága
1862-ben került kapcsolatba a filatéliával és a bélyeggyűjtéssel az akkor kilencéves fián keresztül. Részben Dr. Magnus álnéven aktív szerkesztője volt a Le Timbrophile című lapnak, mely a korai filatéliai újságok közé tartozott Franciaországban. Egyik, 1862-ben közölt cikkében javasolta, hogy készítsenek olyan eszközt, ami egy falemezbe többféle sűrűségben beütött szegek sorozatából áll, és képes a fogazatsűrűség megmérésére. Mérőszámul a 2 centiméter hosszra eső fogak számát javasolta. A munkatársával, Pierre Mahéval együtt feltalált eszköz tekinthető a mai értelemben vett fogazatmérők elődjének.
1866-ban kiemelkedő fontosságú cikket publikált a bélyegek vízjeleiről. Nagy szerepet játszott abban, hogy létrejöjjön a párizsi Société Française de Timbrologie, amely az első bélyeggyűjtői klubok egyike volt. Az 1875. június 14-én létrejött intézmény első titkárává Legrandot nevezték ki, míg a szervezet elnöke Arthur de Rothschild lett. A korai tagok között volt még Arthur Maury, valamint a festő Gustave Caillebotte is. A próbálkozás sikertelennek bizonyult, két évvel később a társaság megszűnt.
Kísérletet tett arra, hogy az addig használt, Georges Herpin és Arthur Maury által támogatott „filatélia” szót cseréljék le a „timbrológia” kifejezésre a bélyeggyűjtés, illetve az azzal foglalkozó tudomány megjelölésére. A törekedései nem jártak sikerrel, a filatélia maradt a bélyegtudomány nemzetközi elnevezése.
1867-ben könyvet adott ki a bélyeggyűjtés történetéről. Az 527 példányban megjelent kiadvány az első kötet lett ebben a témában. 1874-ben szerkesztője lett egy adóbélyegekkel foglalkozó filatéliai újságnak. Akkoriban a pénzügyi és adóbélyegek gyűjtése új ágnak számított a gyűjtők körében. 1878-ban újabb kiadványt publikált a korai japán bélyegekről Les écritures et la légende des timbres du Japon címmel. Emellett folyamatosan közölt cikkeket különböző szakfolyóiratokban. Ebben az évben az első nemzetközi filatéliai kongresszus szervezői között volt Párizsban.
Legrand tulajdonában volt a 20. század végének egyik legkiemelkedőbb bélyeggyűjteménye, azonban ennek nagy részét 1897-ben eladta. Ezen kívül a kor filatéliai irodalmának fontosabb kötetei is megtalálhatóak voltak gyűjteményében. 1907 és 1909 között bélyegkatalógust adott ki.

## Fordítás
- Ez a szócikk részben vagy egészben  a   Jacques Legrand (philatelist) című angol Wikipédia-szócikk ezen változatának fordításán alapul.  Az eredeti cikk szerkesztőit annak laptörténete sorolja fel. Ez a jelzés csupán a megfogalmazás eredetét és a szerzői jogokat jelzi, nem szolgál a cikkben szereplő információk forrásmegjelöléseként.
- Ez a szócikk részben vagy egészben  a   Jacques Legrand (philatéliste) című francia Wikipédia-szócikk ezen változatának fordításán alapul.  Az eredeti cikk szerkesztőit annak laptörténete sorolja fel. Ez a jelzés csupán a megfogalmazás eredetét és a szerzői jogokat jelzi, nem szolgál a cikkben szereplő információk forrásmegjelöléseként.
- Ez a szócikk részben vagy egészben  a(z)   Легран, Жак Амабль című orosz Wikipédia-szócikk ezen változatának fordításán alapul.  Az eredeti cikk szerkesztőit annak laptörténete sorolja fel. Ez a jelzés csupán a megfogalmazás eredetét és a szerzői jogokat jelzi, nem szolgál a cikkben szereplő információk forrásmegjelöléseként.